# SV Rehnenhof
Der SV Rehnenhof war ein deutscher Fußballverein aus dem Schwäbisch Gmünder Stadtteil Rehnenhof-Wetzgau. Höhepunkt der kurzen Vereinsgeschichte war 1971 der Aufstieg in die damals dritte Liga, die Amateurliga Nordwürttemberg, mit den Derbys gegen den Lokalrivalen Normannia Gmünd. 1981 fusionierte der Verein mit der TSG Schwäbisch Gmünd zum TSB Schwäbisch Gmünd.

## Geschichte

### Gründung und frühe Jahre
Die Gründung des Vereins ist eng mit der Situation des Stadtteiles verbunden. Zwar begann bereits 1937 die Besiedelung des Rehnenhofs, doch erst nach Ende des Zweiten Weltkrieges entwickelte sich dort eine rege Bautätigkeit, nicht zuletzt durch den Zuzug von Heimatvertriebenen. Um vor allem der Jugend des Stadtteils sportliche Aktivitäten zu ermöglichen, wurde am 15. Januar 1955 der Sportverein Rehnenhof gegründet. Erster Vorsitzender wurde das spätere Ehrenmitglied Gotthilf Siegel, der sich für die Gründung eines Vereines in Rehnenhof besonders einsetzte. Mangels eines Sportplatzes spielten die Herren- und die Jugendmannschaftes des SVR ihre Pflichtspiele zunächst auf einer Wiese in der Gemarkung im Laichle, wie das Waldstadion des heutigen Nachfolgevereins im Volksmund auch heute noch genannt wird. Mit dem Aufstieg in die B-Klasse 1957 wurde auch die erste eigene Spielanlage, ein Hartplatz an der Friedensschule, in Betrieb genommen. 1959 gelang der Aufstieg in die A-Klasse.

### Jahre des Aufschwungs

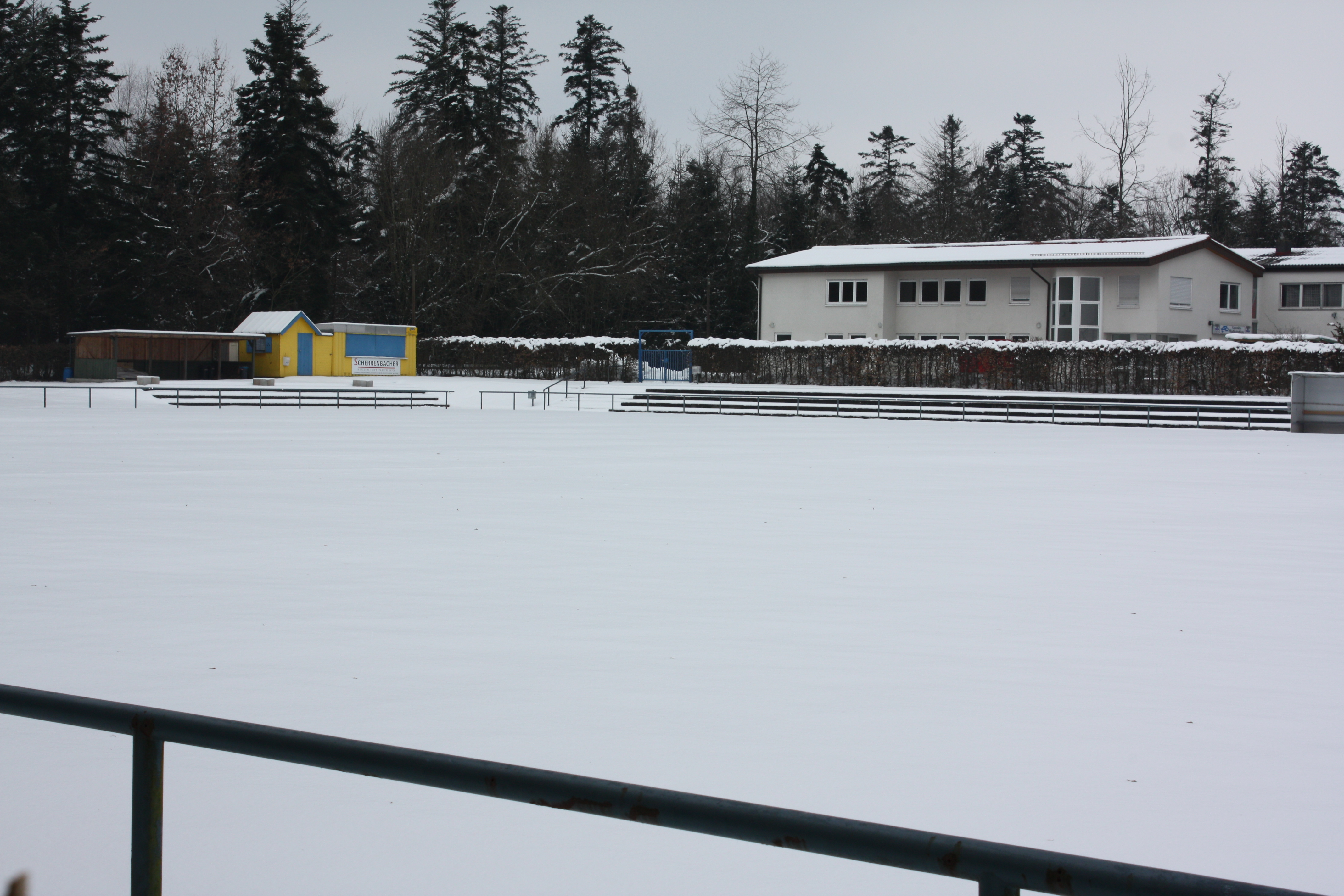
Das „Waldstadion“ im Laichle 2011. Rechts die Geschäftsstelle

Unter dem Vorsitzenden Michael Friedl festigte der Verein seine Strukturen. Am 18. November 1967 legte der damalige Oberbürgermeister Hansludwig Scheffold den Grundstein für das Vereinsheim, das mit Hilfe kommunaler und öffentlicher Fördermittel finanziert und durch ehrenamtliche Tätigkeit der Vereinsmitglieder errichtet werden konnte. Zeitgleich erhielt der SVR einen Rasenplatz, der im Juni 1969 mit einem Freundschaftsspiel gegen die Stuttgarter Kickers eingeweiht wurde. Völlig überraschend stieg zudem der SVR 1968 in die 2. Amateurliga auf, obwohl die Mannschaft zeitweise mit zehn Punkten Rückstand auf den Tabellenführer zurücklag. Bereits in der ersten Saison der 2. Amateurliga konnte ein beachtlicher vierter Platz erreicht werden, und 1969/70 kam es zum ersten Ligaspiel gegen den Lokalrivalen und späteren Ligameister 1. FC Normannia Gmünd.
Mit Spielertrainer Günter Seibold folgte der SVR 1971 den Normannen in die 1. Amateurliga nach, nachdem aufgrund der besseren Tordifferenz der Aufstieg gesichert wurde. Neben der Ligameisterschaft bildete ein Freundschaftsspiel vor 6.000 Zuschauer gegen den FC Bayern München den sportlichen Höhepunkt des Jahres. Der Stadtteilverein behauptete sich sportlich und in der Zuschauergunst als unangefochtene Nummer zwei im Gmünder Fußball.

### Die 1. Amateurliga
Der Aufstieg in die dritthöchste Spielklasse brachte so namhafte und attraktive Gegner wie die Traditionsvereine Union Böckingen, 1. Göppinger SV, den SSV Ulm 1846 sowie die Amateure des VfB Stuttgart ins Laichle. Höhepunkte waren natürlich die Derbys gegen den 1. FC Normannia Gmünd. Mit 0:5 im Laichle und 0:6 im Schwerzer zeigte die Normannia dem Aufsteiger nicht nur seine Grenzen auf, diese Spiele waren auch ein Spiegelbild für den Saisonverlauf, in dem der SVR nur zweimal seinen eigenen Platz als Sieger verlassen konnte. Mit dem Schluss der Saison 1971/72 endete das Abenteuer 1. Amateurliga nach nur einem Jahr. Tragischerweise stieg der SVR aufgrund der um acht Tore schlechteren Tordifferenz gegenüber Schwäbisch Hall ab. Die 0:11 Tore gegen die Normannia trugen zum Abstieg wesentlich bei.

### Sportliche Talfahrt
Nach dem Abstieg in die 2. Amateurliga, in die der 1. FC Normannia kurze Zeit später nachfolgte, wurde es ruhiger um den SV Rehnenhof. Der 4. Platz im Jahre 1972/73 blieb die letzte gute Platzierung in der vierten Liga. 1977/78, dem letzten Spieljahr der Amateurliga, konnten zwar mit Normannia Gmünd und dem Nachbar TSV Großdeinbach gleich zwei Derbys im Laichle verfolgt werden, jedoch konnte sich der Verein nicht für die neue Landesliga qualifizieren. Durch den 13. Platz in der Abschlusstabelle stürzte die Mannschaft von der vierten in die sechste Liga ab.

### Die Fusion
Der SV Rehnenhof musste in der Bezirksliga Kocher-Rems einen Neubeginn starten. Im Fußball spielte der Verein zwar keine große Rolle mehr, seine soziale Bedeutung für den Stadtteil blieb aber erhalten. 1980, beim 25-jährigen Gründungsjubiläum, zählte der Verein 700 Mitglieder. Nachdem von Seiten der Turn- und Sportgemeinde Schwäbisch Gmünd Gerüchte über eine bevorstehende Fusion die Runde machten, bestätigte im März 1981 deren Vorsitzender Heinz Maschke entsprechende Kontakte mit der Führung des SV Rehnenhof. Der neue Großverein sollte nach Vorstellung Maschkes u. a. einen leistungsfähigen Fußball verwirklichen, der für eine Stadt wie Schwäbisch Gmünd zum damaligen Zeitpunkt nicht erreicht sei.
Der SVR-Vorsitzende Hans Hägele war ein starker Befürworter der Fusion, während Vereinsgründer und Ehrenvorsitzender Gotthilf Siegel vehement für die Existenz „seines“ SV Rehnenhofs eintrat. Bei der Mitgliederversammlung am 7. Mai 1981 stimmten am Ende 63 Mitglieder für die Fusion, 18 dagegen und 19 enthielten sich. Nachdem der SV Rehnenhof gegenüber der TSG Gmünd seine Bücher offenlegte stimmten auch deren Mitglieder am 15. Mai für eine Fusion, Hans Hägele und Heinz Maschke unterzeichneten im Prediger im Beisein von Oberbürgermeister Norbert Schoch den Fusionsvertrag. Am 7. Juni 1981 hörte der SV Rehnenhof auf zu bestehen. Rechtsnachfolger wurde der Turn- und Sportbund Schwäbisch Gmünd 1844 e. V.

### Nach der Fusion
Heinz Hägele wurde zum stellvertretenden Vorstand des neuen Fusionsvereins gewählt, der frühere Vorsitzende Michael Friedl zum Ressortleiter Anlage-, Geräte-, Platz- und Gaststättenverwaltung, Platzbelegung. Dadurch blieb die Kontrolle auf die vom SVR in Eigenleistung errichteten Anlagen erhalten. Die Fußballabteilung des TSB beruft sich auf die Tradition des SV Rehnenhofs, auch heute noch wird mit gelben Trikots im Laichle gespielt. Lange Zeit konnte mit dem Aufstieg in die Verbandsliga Württemberg und dem Erreichen des Halbfinales im WFV-Pokal 1985 an die Erfolge der Vergangenheit angeknüpft werden. Zeitweise wurde der 1. FC Normannia Gmünd auf die Rolle der Nummer zwei zurückgedrängt. Die Geschäftsstelle des Großvereins ist heute noch in den Räumlichkeiten des SV Rehnenhofs ansässig. 1994, zum 150-jährigen Jubiläum des TSB Schwäbisch Gmünds, verewigte die Malerin Heidi Smeibidl in ihrem naiven Bild Fusionspyramide auch einen SVR-Fußballer.

## Bekannte Namen
- Rainer Potschak (* 1950), Spieler 1968/69, von 1974 bis 1977 36 Zweitligaspiele für die Stuttgarter Kickers.
- Günter Seibold (1936–2013), Spielertrainer 1970/71, von 1958 bis 1969 255 Erstligaspiele für den VfB Stuttgart.

## Andere Sportarten
Das Hauptgewicht innerhalb des Vereins lag in der Fußballabteilung und den daran angegliederten Jugendabteilungen. Außerdem wurden Tennis und Kegeln wettkampfmäßig betrieben. Zudem spielte der Freizeitsport eine große Rolle.

### Sportkegeln
1977 schloss sich der Kegelclub Fortuna dem Verein an, gleichzeitig wurde eine Vier-Bahnen-Kegelanlage errichtet. Die Kegelabteilung errang für den SVR auf regionaler und überregionaler Ebene mehrere Titel.

### Tennis
Eine Tennisabteilung wurde 1973 gegründet, die sich in Eigenleistung vier Tennisplätze errichtete.